# Drobnosemenka jemná

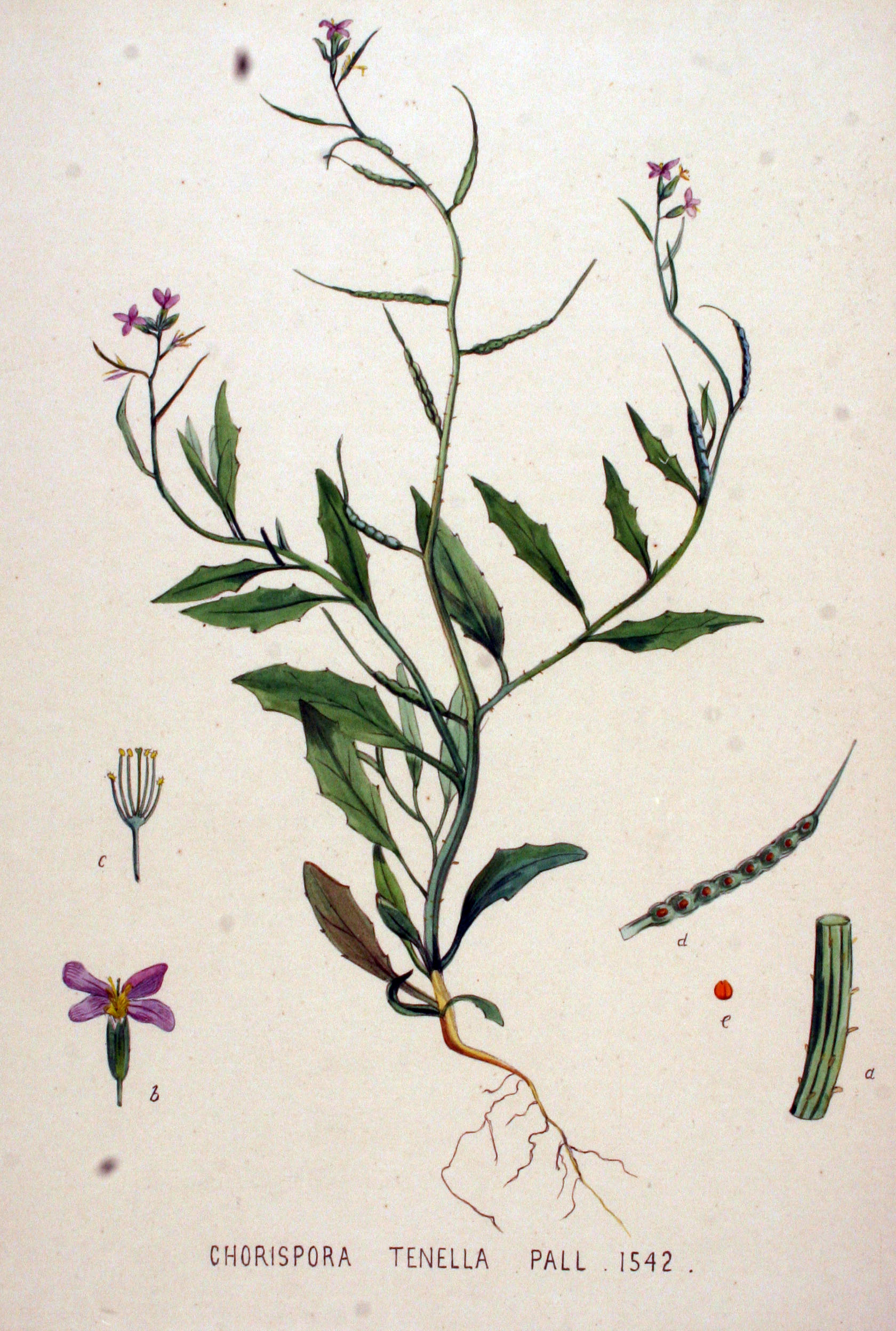
Nákres rostliny a plodů

Drobnosemenka jemná (Chorispora tenella) je světle fialově kvetoucí bylina dorůstající až do výše 60 cm, mnohde je považována za polní plevel. Je jediný druh rodu drobnosemenka který se v přírodě České republiky vyskytuje.

## Výskyt
Rostlina je původní na euroasijském kontinentu, v Evropě konkrétně ve východní a jihovýchodní části. Do střední Evropy byla zavlečena pravděpodobně z obilním osivem, stejně jako do Severní Ameriky a severní Afriky. Vyskytuje se na polích, pastvinách, v okolí silnic i na odpadních skládkách a rumištích. Snáší širokou škálu vlhkosti, teploty i půdních podmínek, vyrůstá do nadmořské výšky až 2000 m. V České republice byl tento neofyt prvně zaznamenán roku 1960.

## Popis
Dvouletá rostlina s jednoduchou nebo častěji od báze rozvětvenou lodyhou vyrůstající z nehlubokého kůlovitého kořene obvykle do výše 15 až 60 cm. Oblá a podélně rýhovaná lodyha je u báze až 0,7 cm hrubá a karmínově zbarvená, směrem vzhůru se ztenčuje a mívá barvu bělavou nebo žlutozelenou, bývá holá či porostlá jednoduchými nebo žláznatými chlupy. Prvým rokem po vyklíčení vyrůstá listová růžice listů s řapíky dlouhými až 2 cm. Jejich sivozelené čepele, na líci téměř holé a na rubu řídce chlupaté, jsou úzce obvejčité a po obvodě oddáleně různě hluboko zoubkované, často bývají podélně spirálovitě stočené a mívají délku 5 až 6 cm a šířku 1 až 2,5 cm. Druhým rokem vyrůstající lodyha je střídavě porostlá světlezelenými, přisedlými listy s čepeli tvaru elipsovitého nebo podlouhlého až kopinatého která je plytce zubatá a dlouhá 2 až 4,5 cm a široká 0,5 až 1 cm. V dospělosti jsou listy porostlé drobnými žláznatými chloupky a jsou na dotek lepivé.
Květy s asi 3 mm dlouhými oblými stopkami vytvářejí chudé hroznovité květenství dlouhé 2,5 cm, jejich úzké chlupaté listeny mívají délku do 2 cm a šířku do 0,5 cm. Čtyři podlouhlé fialové nebo zelenožluté kališní lístky s blanitým lemem jsou na koncích zašpičatělé a jsou asi 6 × 3 mm velké; jsou mírně vakovitě vyduté a na venkovní straně chlupaté, společně vytvářejí trubku asi 7 mm dlouhou. Rovněž čtyři obvejčité, holé červenofialové korunní lístky bývají dlouhé asi 10 mm. V květu jsou čtyři tyčinky dlouhé 7 mm a dvě o málo kratší, nesou úzké žluté prašníky. Kuželovitý lysý semeník je dlouhý 6 mm, čnělka z něj vyrůstající se postupně se zráním plodu protahuje a vytváří na plodu zobáček. Rostlina vykvétá od dubna do června. Ploidie je 2n = 14.

## Rozmnožování
Plody rostoucí na krátkých, rozkladitě až vodorovně rostoucích stopkách jsou okrouhlé šešule které bývající 3 až 5 cm dlouhé (až 10násobně delší než širší) a jsou zakřivené nahoru. Tyto šešule nepukají, ale podélně se rozpadávají na dva fragmenty obsahující podlouhlá 1,5 × 0,8 mm velká načervenalá až hnědá semena umístěna v řadě a pevně přichycená ke stěnám, z nich se semena uvolňují až později.
Drobnosemenka jemná se rozmnožuje pouze semeny, ta dozrávají od května do července. Ke klíčení dochází v chladnějším podzimním období po deštích, kdy vyroste přízemní růžice a přezimuje do příštího roku. Klíčivost semen uložených v půdě je dobrá i po několika létech.

## Význam
V Česku této rostlině doposud není věnována pozornost, ale ve východních oblastech Spojených státu amerických je považována za velmi nebezpečný plevel podstatné snižující úrodu přezimujících obilovin i znehodnocující svou hořkou chutí pastviny pro dobytek.